# داویده سانگوینتی
 داویده سانگوینتی (انگلیسی: Davide Sanguinetti؛ زاده ۲۵ اوت ۱۹۷۲) یک تنیس‌باز اهل ایتالیا است. 